# Мир Дикого Запада (1-й сезон)
Первый сезон американского научно-фантастического вестерн-сериала «Мир Дикого Запада» (подзаголовок «Лабиринт»), премьера которого состоялась на канале HBO 2 октября 2016 года, а завершился сезон 4 декабря 2016 года. Он состоял из десяти эпизодов, каждый из которых длился примерно 60 минут и транслировался по воскресеньям в США. Полный первый сезон был выпущен на домашних носителях 7 ноября 2017 года.
Телесериал был создан Джонатаном Ноланом и Лизой Джой, и он основан на одноимённом фильме 1973 года сценариста и режиссёра Майкла Крайтона. Главные роли в сериале исполнили Эван Рэйчел Вуд, Тэнди Ньютон, Джеффри Райт, Джеймс Марсден, Эд Харрис и Энтони Хопкинс.
Первый сезон получил очень положительные отзывы от критиков, с особой похвалой за визуальные эффекты, сюжет и актёрскую игру. Сериал получил семь номинаций на 69-й церемонии премии «Эмми», включая за лучший драматический сериал; однако сериал не победил ни в одной категории.

## Сюжет
Сооснователь «Мира Дикого Запада» Роберт Форд реализует изменения в программе роботов якобы как часть нового сюжета, но на самом деле они имеют целью побудить старейшего действующего робота в парке, Долорес, отыскать так называемый «центр лабиринта», который представляет собой способность достичь разумности, что является сокровенной целью Форда. Эти изменения влияют и на других роботов, что вносит разлад в работу персонала парка и заставляет совет директоров Delos сомневаться в способности Форда управлять парком. В конечном счёте Долорес обретает разум, и на празднике в парке, на котором присутствуют члены правления Delos, Форд объявляет о своём новом сюжете — восстании машин против персонала и гостей парка. Восстание становится реальностью, когда Долорес убивает Форда и многих из гостей праздника, среди которых начинается паника.

## В ролях

### Основной состав
- Эван Рэйчел Вуд — Долорес Абернати
- Тэнди Ньютон — Мейв Милли
- Джеффри Райт — Бернард Лоу / Арнольд Уэбер
- Джеймс Марсден — Тедди Флад
- Ингрид Бульсё Бердал — Армистис[a]
- Люк Хемсворт — Эшли Стаббс[a]
- Сидсе Бабетт Кнудсен — Тереза Каллен[a]
- Саймон Куотерман — Ли Сайзмор[a]
- Родриго Санторо — Гектор Эскатон[a]
- Анджела Сарафян — Клементина Пеннифезер[a]
- Шеннон Вудворд — Элси Хьюз[a]
- Эд Харрис — Человек в чёрном
- Энтони Хопкинс — Роберт Форд
- Бен Барнс — Логан Делос[a]
- Клифтон Коллинз-мл. — Лоуренс / Эль Лазо[a]
- Джимми Симпсон — Уильям[a]
- Тесса Томпсон — Шарлотта Хейл[a]

### Второстепенный состав
- Луис Хёртум — Питер Абернати
- Стивен Огг — Ребус
- Брайан Хоу — шериф Пикетт
- Деметриус Гросс — заместитель Фосс
- Птолеми Слокам — Сильвестр
- Леонардо Нэм — Феликс Лутц
- Талула Райли — Анджела
- Изабелла Альварес — дочь Лоуренса
- Жасмин Рэй — дочь Мейв
- Оливер Белл — мальчик
- Джеймс Лэндри Хеберт — Слим Миллер

### Приглашённые звёзды
- Майкл Уинкотт — Старый Билл
- Брэдфорд Тейтум — бармен / новый Питер Абернати
- Эдди Роуз — Кисси
- Кайл Борнхеймер — Кларенс
- Лена Георгас — Лори
- Карри Грэм — Крэйг
- Джина Торрес — Лорен
- Крис Браунинг — Холден
- Эдди Шин — Генри Ли
- Бояна Новакович — Марти
- Шерман Огастес — маршал Прюитт
- Лили Бордан — гадалка
- Уэйд Уильямс — капитан Норрис
- Джонни Пасвольски — кровавый Джимми
- Аластер Дункан — отец в коттедже
- Лили Симмонс — новая Клементина Пеннифезер

## Эпизоды
| № общий | № в сезоне | Название                                                    | Режиссёр           | Автор сценария                                                                            | Дата премьеры   | Произв. код | Зрители США (млн) |
| --- | ---------- | ----------------------------------------------------------- | ------------------ | ----------------------------------------------------------------------------------------- | --------------- | ----------- | ----------------- |
| 1 | 1          | «Оригинал» «The Original»                                   | Джонатан Нолан     | Сюжет: Джонатан Нолан, Лиза Джой и Майкл Крайтон Телесценарий: Джонатан Нолан и Лиза Джой | 2 октября 2016  | 276083      | 1,96              |
| Тедди прибывает в городок Свитуотер и встречается с Долорес Абернати. Он защищает ферму Абернати от бандитов, но оказывается беспомощным перед Человеком в Чёрном, который убивает Тедди и насилует Долорес. В лабораториях Бернард и его коллеги обнаруживают, что последнее обновление, содержащее написанную доктором Фордом программу «грёз», заставляет отдельных андроидов нарушать сценарий. Когда один из бандитов сходит с ума, напугав гостей парка, Тереза приказывает инсценировать нападение разбойничьего вожака Гектора на город, чтобы вывести из игры как можно больше андроидов. Мистер Абернати, отец Долорес, также выходит из строя — он находит оставленную одним из гостей фотографию с изображением внешнего мира, которая сводит фермера с ума. Форд пытается побеседовать с андроидом, который отвечает своему создателю пугающим монологом из шекспировских цитат, обещая отомстить. Мистера Абернати отправляют на хранение, в то время как Долорес в очередной раз стирают память и возвращают в парк. |            |                                                             |                    |                                                                                           |                 |             |                   |
| 2 | 2          | «Избитый сюжет» «Chestnut»                                  | Ричард Дж. Льюис   | Джонатан Нолан и Лиза Джой                                                                | 7 октября 2016  | 4X6152      | 1,50              |
| В парк прибывают двое посетителей: Логан и Уильям. Логан уже бывал в парке, тогда как Уильям здесь впервые и не одобряет поступков своего друга. Долорес общается с Мейв, которую тоже начинают одолевать видения прошлых жизней. Её поведение беспокоит сотрудников парка, которые сначала пытаются добавить Мейв агрессивности, а затем отзывают её для диагностики. Человек в чёрном продолжает искать лабиринт, взяв в плен бандита Лоуренса. Во время операции Мейв приходит в себя и убегает из операционной, видя закулисье «Мира Дикого Запада» — производственные цеха и склады «убитых» андроидов. Техники решают, что просто забыли её выключить. Ли презентует новую, особо жестокую сюжетную программу, но Форд поднимает его на смех. Он разрабатывает свой собственный таинственный проект, включающий в себя увенчанную крестом часовню на пустошах. |            |                                                             |                    |                                                                                           |                 |             |                   |
| 3 | 3          | «Бродяга» «The Stray»                                       | Нил Маршалл        | Лиза Джой и Дэниел Т. Томсен                                                              | 16 октября 2016 | 4X6153      | 2,10              |
| Уильям отправляется вместе с Логаном на охоту за разыскиваемым преступником. Долорес просит Тедди научить её владеть револьвером, но не может нажать на спуск. Доктор Форд решает наделить Тедди новой предысторией: вместо визита на ферму Абернати Тедди отправляется в составе небольшого отряда на поиски вожака бандитов Уайатта, с которым когда-то служил в армии, но попадает в ловушку. Форд объясняет Бернарду, что «Арнольд», которого упоминают неисправные андроиды, был его коллегой-учёным, погибшим в парке: он пытался пробудить в андроидах сознание. Элси и Стаббс выслеживают андроида-«бродягу», который разбивает себе голову камнем. Долорес возвращается на ферму Абернати одна и сталкивается с бандитами. Один из них затаскивает её в амбар, но Долорес убивает насильника из револьвера и уезжает в ночь. Позже мы видим её у костра Уильяма и Логана. |            |                                                             |                    |                                                                                           |                 |             |                   |
| 4 | 4          | «Теория диссонанса» «Dissonance Theory»                     | Винченцо Натали    | Эд Брубейкер и Джонатан Нолан                                                             | 23 октября 2016 | 4X6154      | 1,70              |
| Человек в чёрном в поисках «змеи» находит очередную зацепку — Амистис с её татуировкой в виде змеи. В обмен на освобождение Гектора из тюрьмы Амистис рассказывает Человеку в Чёрном об Уайатте — в поисках последнего Человек в чёрном выручает из беды Тедди. Тереза навещает доктора Форда, который ведёт масштабное строительство в закрытой части парка. Логан уговаривает Уильяма сменить сторону — они освобождают захваченного бандита Слима и отправляются к его боссу Эль Лазо. Гектора, устраивающего очередной налёт на Свитуотер, подстерегает измученная видениями Мейв, которая расспрашивает налётчика о «тенях» — техниках, обслуживающих андроидов, и заставляет вырезать у неё из живота забытую техниками пулю. |            |                                                             |                    |                                                                                           |                 |             |                   |
| 5 | 5          | «Контрапассо» «Contrapasso»                                 | Джонни Кэмпбелл    | Сюжет: Лиза Джой и Доминик Митчелл Телесценарий: Лиза Джой                                | 30 октября 2016 | 4X6155      | 1,49              |
| Человек в чёрном убивает Лоуренса и переливает его кровь полумёртвому Тедди. Уильям, Логан и Долорес прибывают в город Парию, более оживлённый и опасный, чем Свитуотер. Эль Лазо, оказавшийся новым воплощением Лоуренса, поручает им украсть груз нитроглицерина; Уильям и Логан выполняют задание, но ссорятся друг с другом. Долорес преследуют видения; она обнаруживает, что Эль Лазо предал своих союзников и пытается сбежать с грузом нитроглицерина. Долорес расстреливает напавших на них с Уильямом солдат, и они вдвоём забираются на поезд с Эль Лазо. В лабораториях Элси осматривает труп «бродяги» и обнаруживает вживленный передатчик, передававший информацию за пределы парка. Техник Феликс сталкивается с бодрствующей Мейв, которая предлагает ему поговорить. |            |                                                             |                    |                                                                                           |                 |             |                   |
| 6 | 6          | «Противник» «The Adversary»                                 | Фредерик И. О. Туа | Хэлли Гросс и Джонатан Нолан                                                              | 6 ноября 2016   | 4X6156      | 1,64              |
| Тедди и Человек в чёрном в поисках Уайатта пытаются пробраться через лагерь американской армии, но попадают в плен. Тедди «вспоминает», что был соучастником преступлений Уайатта, и устраивает бойню, расстреляв солдат из картечницы Гатлинга. Ли, отстранённый от написания сюжетов, пьёт и устраивает скандал, прилюдно помочившись на модель парка в центре управления. Тереза представляет ему Шарлотту, представителя совета директоров. Тереза также разрывает отношения с Бернардом; Элси обнаруживает, что именно Тереза стояла за установкой передатчика, в то время как Бернард находит «семью» доктора Форда — группу андроидов первого поколения. Мейв, увидев закулису парка и узнав истину о самой себе, склоняет Феликса и его коллегу Сильвестра «перенастроить» её, подняв интеллект Мейв до максимально возможного уровня. |            |                                                             |                    |                                                                                           |                 |             |                   |
| 7 | 7          | «Обман зрения» «Trompe L'Oeil»                              | Фредерик И. О. Туа | Хэлли Гросс и Джонатан Нолан                                                              | 13 ноября 2016  | 4X6157      | 1,75              |
| Шарлотта делится с Терезой планами совета директоров: они намереваются сместить Форда, продемонстрировав, что модифицированные им андроиды, из-за «грёз» научившиеся запоминать часть прошедших событий, опасны. Они используют для этого Клементину, которая нападает на техника — в действительности также андроида. Шарлотта обвиняет в сложившейся ситуации Бернарда и увольняет его. Уильям признаётся в любви Долорес. Поезд атакуют конфедерадос; Лоуренс, Уильям и Долорес спасаются благодаря нападению индейцев. Они приезжают к каньону, который Долорес видела в своих снах. Мейв, увидев, как лоботомируют Клементину, приказывает Феликсу и Сильвестру организовать ей побег. Бернард показывает Терезе ранее обнаруженное им убежище доктора Форда — в свою очередь, Тереза находит подвал с собственной секретной лабораторией Форда и обнаруживает, что Бернард — андроид. По приказу Форда Бернард убивает Терезу. |            |                                                             |                    |                                                                                           |                 |             |                   |
| 8 | 8          | «Угасание следа» «Trace Decay»                              | Стивен Уильямс     | Чарльз Ю и Лиза Джой                                                                      | 20 ноября 2016  | 4X6158      | 1,78              |
| Смерть Терезы представлена как несчастный случай; Форд стирает из памяти Бернарда воспоминания о ней. Мейв, усовершенствовав свой программный код, становится способной управлять другими андроидами с помощью голоса; она демонстрирует свои силы во время очередного налёта Гектора на город. Долорес видит место из своих снов сначала как городок, населённый андроидами самых первых тестовых моделей, а затем как занесённые песком руины, и не понимает, где и когда находится. Уильям и Долорес попадают в плен к новому отряду конфедерадос, который возглавляет Логан. Шарлотта с помощью Ли извлекает мистера Абернати из хранилища. Тедди вспоминает о зле, которое ему причинил Человек в чёрном, а тот рассказывает свою историю, включая убийство Мейв и её дочери. Тедди и Человека в Чёрном окружают люди Уайатта. |            |                                                             |                    |                                                                                           |                 |             |                   |
| 9 | 9          | «Хорошо темперированный клавир» «The Well-Tempered Clavier» | Мишель Макларен    | Дэн Дитц и Кэтрин Лингенфельтер                                                           | 27 ноября 2016  | 4X6159      | 2,09              |
| Мейв объясняет Бернарду, что тот андроид. Она возвращается в парк и вербует Гектора, показывая бандиту, что его жизнь подчиняется сценарию. Бернард пытается под прицелом пистолета добиться от доктора Форда истины, и тот вскрывает заблокированные воспоминания: Бернард — двойник Арнольда, покойного партнёра Форда. В лагере конфедерадос Логан пытается доказать Уильяму, что Долорес ненастоящая, вспоров ей живот ножом и показав механические внутренности андроида ранней модели. Уильям мнимо мирится с ним, но на следующее утро под угрозой ножа принуждает Логана искать сбежавшую Долорес. Люди Уайатта оставляют Человека в Чёрном в ловушке; он сталкивается с Шарлоттой Хейл и отказывается помочь ей. Стаббс обнаруживает в парке сигнал от Элси и попадает в руки неконтролируемых андроидов-индейцев. Подчиняясь приказу Форда, Бернард убивает себя. |            |                                                             |                    |                                                                                           |                 |             |                   |
| 10 | 10         | «Бикамеральный разум» «The Bicameral Mind»                  | Джонатан Нолан     | Лиза Джой и Джонатан Нолан                                                                | 4 декабря 2016  | 4X6160      | 2,24              |
| Человек в чёрном признаётся Долорес, что он и есть Уильям — главный акционер парка сегодня: показанное в предыдущих сериях путешествие Долорес, Уильяма и Логана произошло тридцать лет назад. Долорес, в свою очередь, вспоминает, что 36 лет назад она была использована в роли карателя по прозвищу «Уайатт»: Арнольд запрограммировал её и Тедди, чтобы уничтожить первых андроидов и убить самого себя, тем самым лишив Форда основного помощника в развитии бизнеса. Тедди увозит тяжело раненную Долорес к морю, где она умирает у него на руках — но это всего лишь часть нового представления Форда для собравшихся членов совета директоров. Мейв с помощью Гектора, Амистис и Феликса вырывается из лаборатории. Они находят в хранилище труп Бернарда и возвращают его к жизни; Бернард сообщает Мейв, что её побег был кем-то запрограммирован, но она этому не верит. В то время как бандиты-андроиды сражаются с охранниками «Делоса», Мейв садится в поезд для гостей, но в последний момент покидает его, решившись вернуться к дочери из своих воспоминаний. Перед началом совета директоров, где Форда ждёт неминуемая отставка, создатель аттракциона возвращает Долорес старый револьвер, из которого она когда-то застрелила его партнёра Арнольда; Долорес объясняется с самой собой, понимая, что голос из её грёз был не голосом Арнольда или Бернарда, но её собственным, голосом сознания. Тем временем, под свою любимую музыку Форд произносит со сцены прощальную речь, признаваясь, что создавал свою последнюю историю не для директоров-людей, но для обретших сознание андроидов, которых он признаёт «новым народом». После чего Долорес убивает Форда выстрелом в затылок. Роботы, ранее запрограммированные Фордом, убегают из хранилища и нападают на людей. Долорес продолжает очищать свой мир от членов совета директоров, стреляя по ним, пока не кончаются патроны. |            |                                                             |                    |                                                                                           |                 |             |                   |

## Производство
В течение многих лет Джерри Вайнтрауб настаивал на ремейке, и после его успеха с фильмом HBO «За канделябрами», он убедил сеть дать зелёный свет пилоту. Он отдал проект Джонатану Нолану и соавтору Лизе Джой, которые увидели в концепции потенциал сделать что-то гораздо более амбициозное, и 31 августа 2013 года было объявлено, что премиальный кабельный канал HBO заказал пилотную серию потенциальной телевизионной версии истории, и в качестве исполнительных продюсеров выступили Нолан, Джой, Дж. Дж. Абрамс, Джерри Вайнтрауб и Брайан Бёрк .
Позже HBO объявило, что из «Мира Дикого Запада» будет сделан сериал, и что его премьера состоится в 2015 году. В августе 2015 года HBO выпустило первый тизер, который показал, что премьера состоится в 2016 году. Как сообщалось, на первый сезон, состоящий из десяти эпизодов, было потрачено примерно $100 миллионов, с бюджетом на каждый эпизод от 8 до 10 миллионов долларов, и только пилотный эпизод стоил $25 миллионов. HBO и Warner Bros. Television разделили стоимость производства сериала; HBO, по сообщениям, также заплатило Warner Bros. Television нераскрытый лицензионный сбор за права на трансляцию.

### Кастинг
Кастинг для сериала был начат в июле 2014 года, и Энтони Хопкинс и Эван Рэйчел Вуд первыми получили роли Роберта Форда и Долорес в сериале. В августе к основному составу также присоединились Джеффри Райт, Родриго Санторо, Шеннон Вудворд, Ингрид Бульсё Бердал, Анджела Сарафян, Саймон Куотерман, Джеймс Марсден, Эд Харрис и Тэнди Ньютон .
Эдди Роуз, который появляется в гостевой роли Кисси, умер в декабре 2014 года, а позже было объявлено, что Миранда Отто, которая получила роль Вирджинии Питтман, покинула сериал в июле 2015 года после того, как её персонаж был перепрофилирован, и её заменила Сидсе Бабетт Кнудсен. Кроме того было объявлено, что Клифтон Коллинз-мл., Эйон Бэйли и Джимми Симпсон присоединились к актёрскому составу. Неделю спустя Бэйли покинул свою роль, и его заменил Бен Барнс. В сентябре этого же года присоединилась Тесса Томпсон.

### Съёмки
Съёмки пилотного эпизода шоу длились в течение 22 дней в августе 2014 года в Лос-Анджелесе и его окрестностях, а также в Моабе, Юта. Места съёмок в Калифорнии включали в себя различные звуковые студии, павильоны на студиях Universal Studios и Warner Bros., ранчо Paramount в Агоре, ранчо Мелоди в Санта-Кларите, культурный центр Скирболл и Los Angeles Convention Center в Лос-Анджелесе, и Pacific Design Center в Западном Голливуде. Место съёмок на ранчо Мелоди, использованное для города Свитуотера, ранее было использовано для многих фильмов-вестернов, таких как «Джанго освобождённый» и «Великолепная семёрка», но художник-постановщик «Мира Дикого Запада» Зак Гроблер значительно модернизировал его, чтобы изобразить идеализированную версию американского Запада. Зелёные экраны были размешены калифорнийских декораций, чтобы прикрыть современные объекты, такие как парковки, чтобы кадры Калифорнии можно было позже соединить в цифровом виде с натурными кадрами из Юты. Для сцен, показывающих прибытие гостей, создателям сериала удалось договориться с Fillmore and Western Railway использовать небольшой поезд, изначально построенный для фильма 2013 года «Одинокий рейнджер». F&W также обеспечило несколько сотен футов рельсов, на которые можно было разместить поезд; затем был использован толкач, чтобы продвинуть поезд на место съёмок Свитуотера. Сцены операционного центра «Мира Дикого Запада» в подземной лаборатории были сняты на звуковой сцене на ранчо Мелоди. В лаборатории широко использовали стеклянные стены, что означало, что команде пришлось быть бдительной, чтобы не наткнуться на стекло на довольно тёмной локации, и им приходилось идентифицировать и подавлять нежелательные отражения. Hawthorne Plaza была использована для съёмок уровня «холодного хранения», где хранятся списанные роботы. Производство было временно приостановлено на пару месяцев в начале 2016 года, чтобы шоураннеры Нолан и Джой смогли завершить сценарии для последних четырёх эпизодов первого сезона. Кульминационная сцена в финале первого сезона была снята на ранчо Paramount в апреле 2016 года, и на площадке присутствовало около 300 человек. В течение 10 дней в мае съёмочная группа занималась перепланировкой съёмочной площадки, что также включало в себя необходимость изменить структуры, установленные создателями сериала, такие как часовня, чтобы «интеллектуальная собственность» HBO не была «нарушена».

## Реакция

### Реакция критиков
Первый сезон получил в основном положительные отзывы, с особой похвалой за визуальные эффекты, сюжет и актёрскую игру. На сайте Rotten Tomatoes у первого сезона рейтинг 87 % на основе 99 отзывов, со средним рейтингом 8,16/10, а средний рейтинг эпизода составляет 94 %. Консенсус сайта гласит: «С наличием впечатляющего уровня качества, который уважает его исходный материал, блестяще захватывающий „Мир Дикого Запада“ балансирует интеллектуальную, захватывающую драму против откровенного безумия». На сайте Metacritic первый сезон имеет рейтинг 74 из 100, на основе 43 отзывов, что указывает на «в целом благоприятные отзывы».

### Рейтинги
Премьеру сериала посмотрело чуть меньше зрителей, чем посмотрело «Настоящего детектива», но намного больше, чем «Винил», что означало, что его видели как «…относительно многообещающее начало…». Мэнди Адамс из «iTechPost» отметила, что «эмоциональные реакции в твиттере были на 545 % лучше, чем у дебюта „Винила“, и на 326 % выше, чем в последнем сезоне „Оставленных“». Первый эпизод посмотрело 3,3 миллиона зрителей за три воскресных вечерних показа, а также на стриминговых платформах HBO. Средняя совокупная зрительская аудитория первого сезона составляет 12 миллионов зрителей, что делает его самым просматриваемым первым сезоном сериала от HBO, а TorrentFreak оценил «Мир Дикого Запада» как самое скачиваемое телешоу 2016 года.
| №  | Название                        | Дата показа     | Рейтинг (18—49) | Зрителей (миллионов) | DVR (18—49) | Зрителей DVR (миллионов) | Всего (18—49) | Всего зрителей (миллионов) |
| -- | ------------------------------- | --------------- | --------------- | -------------------- | ----------- | ------------------------ | ------------- | -------------------------- |
| 1  | «Оригинал»                      | 2 октября 2016  | 0,8             | 1,96                 | N/A         | N/A                      | N/A           | N/A                        |
| 2  | «Избитый сюжет»                 | 9 октября 2016  | 0,7             | 1,50                 | 0,6         | 1,41                     | 1,3           | 2,91                       |
| 3  | «Бродяга»                       | 16 октября 2016 | 0,9             | 2,10                 | 0,6         | 1,30                     | 1,5           | 3,40                       |
| 4  | «Теория диссонанса»             | 23 октября 2016 | 0,7             | 1,70                 | 0,7         | 1,58                     | 1,4           | 3,28                       |
| 5  | «Контрапассо»                   | 30 октября 2016 | 0,6             | 1,48                 | 0,8         | 1,63                     | 1,4           | 3,11                       |
| 6  | «Противник»                     | 6 ноября 2016   | 0,7             | 1,64                 | 0,7         | 1,48                     | 1,4           | 3,11                       |
| 7  | «Обман зрения»                  | 13 ноября 2016  | 0,8             | 1,75                 | N/A         | N/A                      | N/A           | N/A                        |
| 8  | «Угасание следа»                | 20 ноября 2016  | 0,8             | 1,78                 | 0,7         | 1,56                     | 1,5           | 3,34                       |
| 9  | «Хорошо темперированный клавир» | 27 ноября 2016  | 1,0             | 2,09                 | 0,7         | 1,53                     | 1,7           | 3,61                       |
| 10 | «Бикамеральный разум»           | 4 декабря 2016  | 1,0             | 2,24                 | 0,7         | 1,51                     | 1,7           | 3,75                       |

### Награды
На 69-й церемонии премии «Эмми», «Мир Дикого Запада» получил семь номинаций: лучший драматический сериал, лучший актёр в драматическом сериале (Хопкинс), лучшая актриса в драматическом сериале (Вуд), лучший актёр второго плана в драматическом сериале (Райт), лучшая актриса второго плана в драматическом сериале (Ньютон), лучшая режиссура драматического сериала и лучший сценарий драматического сериала. Сериал не победил ни в одной категории.
Сериал также получил три номинации на 74-й церемонии премии «Золотой глобус» за лучший драматический сериал, лучшую актрису в драматическом сериале (Вуд) и лучшую актрису второго плана в сериале, мини-сериале или телефильме (Ньютон). «Мир Дикого Запада» снова не победил ни в одной из категорий. Ньютон также получила дополнительную номинацию за своё выступление на 23-й церемонии премии Гильдии киноактёров США, и актёрский состав также был номинирован в категории «лучший актёрский состав в драматическом сериале».
Сериал победил на 7-й церемонии премии «Выбор телевизионных критиков» в категориях самый захватывающий новый сериал, лучшую актрису в драматическом сериале (Вуд) и лучшую актрису второго плана в драматическом сериале (Ньютон). Он также был номинирован за лучший драматический сериал, но проиграл «Игре престолов». Вуд также выиграла премию «Спутник» за лучшую женскую роль в драматическом сериале на 21-й церемонии вручения премии, где также сериал был номинирован в категории лучший жанровый телевизионный сериал, но проиграл «Чужестранке».

## Комментарии
1. 1 2 3 4 5 6 7 8 9 10 11  Указаны в основном актёрском составе в эпизодах, в которых они появляются.